# Conor McMenamin
Conor McMenamin est un footballeur nord-irlandais, né le 24 août 1995 à Downpatrick. Il évolue au poste de milieu de terrain ou attaquant à St Mirren.

## Biographie

### En club
Le 6 juillet 2023, il rejoint St Mirren.

### En équipe nationale
Le 5 juin 202, il fait ses débuts avec l'Irlande du Nord.
Le 14 octobre 2023, il marque son premier but international